# My Wild West
My Wild West è il terzo album in studio della cantautrice statunitense Lissie, pubblicato nel 2016.

## Tracce
1. My Wild West Overture – 1:14
2. Hollywood – 3:41
3. Wild West – 3:50
4. Hero – 3:32
5. Sun Keeps Risin' – 4:27
6. Don't You Give Up on Me – 4:15
7. Stay – 3:29
8. Daughters – 4:17
9. Together or Apart – 3:52
10. Shroud – 3:16
11. Go for a Walk – 3:27
12. Ojai – 3:35